# Seevölkerrecht

Völkerrechtliche Zonen nach dem Seerechtsübereinkommen

Hohe See in dunkelblau, Ausschließliche Wirtschaftszonen in hellblau, Landmassen in weiß

Das Seevölkerrecht ist eine der ältesten Regelungsmaterien des Völkerrechts. Es enthält Vereinbarungen über die Freiheit der Hohen See, über das Anlaufen fremder Häfen, über Hilfeleistung in Seenot, über die Verschmutzung der Meere, über den Festlandsockel und über die Abgrenzung der den Küsten vorgelagerten Hoheitsgewässer. Es erstreckt sich aber nicht auf Binnengewässer (Flüsse oder Seen) im Inland.
Das moderne Seevölkerrecht wird vor allem durch das Seerechtsübereinkommen der Vereinten Nationen von 1982 (SRÜ) bestimmt (siehe dort für nähere Informationen).

## Geschichte
Das moderne Seevölkerrecht fußt auf dem von Hugo Grotius 1609 erstmals vertretenen Gedanken des freien Meeres (mare liberum), das Zugang für alle bietet. Ihm gegenüber stand die 1635 von John Selden entwickelte Doktrin des mare clausum, nach der die See in Interessensphären verschiedener Staaten unter Ausschluss von Drittstaaten aufgeteilt war. Diese Ansicht konnte sich allerdings nicht durchsetzen. Eine vermittelnde Stellung nahm 1703 Cornelis van Bynkershoek ein. Er ging davon aus, dass im Grundsatz Eigentum am Meer bestehen kann, und zwar so weit, wie die Macht des Staates reicht. Als Grenze sah er die Reichweite der Geschütze an. Die damalige Geschützreichweite entspricht der Drei-Meilen-Zone.
Die See spielt seit langem eine bedeutende Rolle als Transportweg für Handelsgüter. Auch heute noch, trotz Luftfahrt und Eisenbahnen, ist sie für viele Güter der einzig lukrative Transportweg. Darüber hinaus dienen die lange Zeit als unerschöpflich geltenden Fischbestände in vielen Staaten zur Nahrungsmittelversorgung und bilden einen wichtigen Wirtschaftsfaktor. Die Überfischung der Meere hat in vielen traditionell vom Fischfang lebenden Staaten zu wirtschaftlichen Problemen geführt.
Aufgrund neuer technischer Möglichkeiten gewinnt die See darüber hinaus als Lagerstätte für Rohstoffe an Bedeutung. Im Meeresboden lagern erhebliche Mengen an Erdöl, Gasen und Mineralien, deren Gewinnung heutzutage möglich ist.
Außerdem machen moderne Schiffe und U-Boote eine erheblich bessere militärische Nutzung der Hohen See möglich.
Ab Mitte des 20. Jahrhunderts wurden daher von den Küstenstaaten verstärkt Hoheitsansprüche über die Meeresressourcen geltend gemacht. Dazu kamen weit von heimatlichen Gewässern entfernt fischende Fangflotten sowie die steigende Gefahr der Meeresverschmutzung.
All dies führte dazu, dass in den 1970er Jahren die seit dem 17. Jahrhundert geltende Ausdehnung der Hoheitsgewässer von drei Seemeilen (die Reichweite einer Kanonenkugel) auf 12 Seemeilen ausgeweitet wurde. Einzelne Staaten machten sogar bis zu 200 Seemeilen geltend – eine Forderung, die allerdings beständig bestritten wird.
Angesichts solcher Forderungen wuchs in der Staatengemeinschaft (und insbesondere bei den Binnenstaaten) die Besorgnis, dass der Grundsatz des mare liberum verdrängt werden könnte.
Seit 1949 wurde innerhalb der Vereinten Nationen über das Seerecht beraten. 1958 und 1960 kam es in Genf zu den ersten beiden UN-Seerechtskonferenzen. Nur die erste Konferenz erzielte mit den Genfer Seerechtskonventionen einen gewissen Erfolg. Daneben wurden mehrere Verträge zu einzelnen Themen, wie z. B. dem Verbot der Stationierung nuklearer Waffen auf dem Meeresboden (Meeresboden-Vertrag) 1972 geschlossen. 1973 wurde die Dritte UN-Seerechtskonferenz einberufen, die schließlich 1982 mit dem Abschluss des Seerechtsübereinkommens endete. Diesem sind inzwischen die meisten Staaten (auch die Bundesrepublik Deutschland) beigetreten, allerdings noch nicht alle (so auch bspw. die USA) – für letztere gilt es allerdings indirekt als Völkergewohnheitsrecht.